# Gente di Poganuc
Gente di Poganuc è un romanzo rosa di Harriet Beecher Stowe, pubblicato nel 1878.